# 同州府

同州府在陕西省的位置（1820年）

同州府，中国清朝时设置的一个府，评价：衝，繁，難。隸潼商道。
明朝时，同州屬西安府，領五縣。雍正三年，升同州直隸州。雍正十三年（1735年）升同州府，治所在大荔县，属陕西省，置附郭縣。耀縣、白水縣還隸，又降華州直隸州暨所屬之華陰縣、蒲城縣、潼關縣來隸。乾隆十二年（1747年），潼關縣升潼關廳。領廳一，州一，縣八：大荔縣、朝邑縣、郃陽縣、澄城縣、韓城縣、白水縣、華陰縣、蒲城縣、華州、潼關廳。辖境约当今陕西省蒲城、华县、华阴、潼关等县市地。1913年废。